# Panamerikanische Spiele 2011/Leichtathletik – 4 × 100 m der Frauen
Die 4-mal-100-Meter-Staffel der Frauen bei den Panamerikanischen Spielen 2011 fand am 28. Oktober im Telmex Athletics Stadium in Guadalajara statt.
Acht Staffeln nahmen an dem Wettbewerb teil. Die Goldmedaille gewann Brasilien nach 42,85 s, Silber ging an die Vereinigten Staaten mit 43,10 s und die Bronzemedaille sicherte sich Kolumbien mit 43,44 s.

## Rekorde
Vor dem Wettbewerb galten folgende Rekorde:
| Weltrekord        | Deutsche Demokratische Republik Silke Gladisch, Sabine Günther Ingrid Auerswald, Marlies Göhr | 41,37 s | Canberra, Australien                        | 6. Oktober 1985 |
| Rekord der Spiele | Jamaika Peta-Gaye Dowdie, Kerry-Ann Richards Aleen Bailey, Beverly Grant                      | 42,62 s | Panamerikanische Spiele in Winnipeg, Kanada | 30. Juli 1999   |

## Ergebnis
28. Oktober 2011, 17:35 Uhr
| Platz | Bahn | Land               | Athletinnen                                                             | Zeit (s) |
| ----- | ---- | ------------------ | ----------------------------------------------------------------------- | -------- |
|       | 7    | Brasilien          | Ana Cláudia Silva Vanda Gomes Franciela Krasucki Rosângela Santos       | 42,85 NR |
|       | 5    | Vereinigte Staaten | Kenyanna Wilson Barbara Pierre Yvette Lewis Chastity Riggien            | 43,10    |
|       | 6    | Kolumbien          | Lina Flórez Jennifer Padilla Yomara Hinestroza Norma González           | 43,44 SB |
| 4     | 3    | Kuba               | Roxana Díaz Nelkis Casabona Grether Guillén Dulaimi Odelín              | 43,97 SB |
| 5     | 2    | Kanada             | Kerri-Ann Mitchell Krysha Bayley Christian Brennan Angela Whyte         | 44,33 SB |
| 6     | 4    | Ecuador            | Pamela Chalá Érika Chávez Daniela Castillo Celene Cevallos              | 46,18 NR |
|       | 8    | Jamaika            | Ornella Livingston Anastasia Le-Roy Simone Facey Yanique Ellington      | DNF      |
|       | 1    | Mexiko             | Gabriela Santos Jessica Sánchez Aidé Yesenia Villarreal Matilde Álvarez | DNF      |